# Anopsxenus caboverdus
Anopsxenus caboverdus är en mångfotingart som beskrevs av Nguyen Duy-Jacquemin 1996. Anopsxenus caboverdus ingår i släktet Anopsxenus och familjen penseldubbelfotingar. Inga underarter finns listade i Catalogue of Life.